# Cerococcus tuberculus
Cerococcus tuberculus är en insektsart som först beskrevs av Hempel 1900.  Cerococcus tuberculus ingår i släktet Cerococcus och familjen Cerococcidae. Inga underarter finns listade i Catalogue of Life.